# Basi aeree della Zhongguo Renmin Jiefangjun Kongjun
Questa voce elenca le basi aeree utilizzate dalla Zhongguo Renmin Jiefangjun Kongjun, l'aeronautica militare della Cina, suddivise per regioni militari.

## Regione militare di Pechino

La Regione militare di Pechino

| Nome                             | Coordinate             |
| Aeroporto di Pechino-Capitale    | 40°04′20″N 116°35′51″E |
| Base aerea di Pechino Shahezhen  | 40°08′57″N 116°19′17″E |
| Base aerea di Pechino Tongxian   | 39°48′40″N 116°42′30″E |
| Aeroporto di Pechino Xijiao      | 39°57′40″N 116°15′23″E |
| Base aerea di Datong             | 36°30′36″N 103°37′11″E |
| Base aerea di Fengning           | 41°15′39″N 116°37′05″E |
| Base aerea di Hohhot             | 40°44′14″N 111°13′46″E |
| Base aerea di Huairen            | 39°43′03″N 113°08′34″E |
| Base aerea di Liangxiangzhen     | 39°45′28″N 116°07′32″E |
| Aeroporto di Pechino-Nanyuan     | 39°46′58″N 116°23′16″E |
| Base aerea di Tangguantun        | 38°46′52″N 117°04′04″E |
| Base aerea di Tangshan           | 39°39′23″N 118°08′11″E |
| Base aerea di Wenshui            | 37°24′28″N 111°57′57″E |
| Base aerea di Yangcun (Meichong) | 39°22′24″N 117°05′42″E |
| Base aerea di Yongyi             | 34°52′20″N 110°21′43″E |
| Base aerea di Yongning           | 40°30′11″N 116°06′29″E |
| Base aerea di Zhangguizhuang     | 39°07′25″N 117°20′43″E |
| Base aerea di Zhangjiakou        | 40°44′19″N 114°55′49″E |
| Base aerea di Zunhua             | 40°06′09″N 117°53′12″E |

## Regione militare di Chengdu

La regione militare di Chengdu

| Nome                              | Coordinate             |
| Base aerea di Chengdu             | 30°42′19″N 103°57′01″E |
| Aeroporto di Baoshan              | 25°03′12″N 99°10′06″E  |
| Base aerea di Qamdo               | 30°33′13″N 97°06′31″E  |
| Aeroporto di Caojiabao            | 36°31′41″N 102°02′22″E |
| Base aerea di Chongqing Baishiyi  | 29°29′43″N 106°21′31″E |
| Base aerea di Dali                | 25°39′00″N 100°19′09″E |
| Base aerea di Dangxiong           | 30°29′06″N 91°03′57″E  |
| Base aerea di Dazu                | 29°38′10″N 105°46′19″E |
| Aeroporto di Dehong Mangshi       | 24°24′06″N 98°31′57″E  |
| Aeroporto di Diqing               | 27°47′38″N 99°40′38″E  |
| Base aerea di Golmud              | 36°24′02″N 94°47′10″E  |
| Aeroporto di Jing Hong-Gasa       | 21°58′22″N 100°45′47″E |
| Aeroporto di Kunming              | 24°59′39″N 102°44′36″E |
| Aeroporto di Lhasa Gonggar        | 29°17′50″N 90°54′47″E  |
| Aeroporto di Lijiang              | 26°40′48″N 100°14′46″E |
| Aeroporto di Lintsang             | 23°44′17″N 100°01′30″E |
| Base aerea di Luliang             | 24°59′18″N 103°38′30″E |
| Base aerea di Mengzi              | 23°23′43″N 103°20′04″E |
| Aeroporto di Nyingchi Kang Ko Int | 29°18′12″N 94°20′07″E  |
| Base aerea di Qionglai            | 30°29′24″N 103°27′53″E |
| Base aerea di Shigatse            | 29°21′07″N 89°18′41″E  |
| Aeroporto di Simao North          | 22°47′38″N 100°57′33″E |
| Base aerea di Wenshan             | 23°42′56″N 103°49′37″E |
| Base aerea di Xiangyun Midu       | 25°26′43″N 100°44′06″E |
| Base aerea di Xining              | 26°32′27″N 101°48′00″E |
| Base aerea di Yuanmou             | 25°44′15″N 101°52′55″E |
| Aeroporto di Zhanyi               | 25°35′32″N 103°49′43″E |

## Regione militare di Guangzhou

La regione militare di Guangzhou

| Nome                                           | Coordinate             |
| Aeroporto di Shek Kong (Hong Kong)             | 22°26′12″N 114°04′49″E |
| Base aerea di Baihe Ning Ming                  | 22°07′14″N 107°07′29″E |
| Base aerea di Changde                          | 28°55′08″N 111°38′23″E |
| Base aerea di Changsha Huanghua International  | 28°04′08″N 112°57′29″E |
| Base aerea di Dangyang                         | 30°47′55″N 111°48′36″E |
| Base aerea di Foluo Northeast (Hainan Island)  | 18°41′32″N 109°09′41″E |
| Aeroporto di Canton-Baiyun                     | 23°11′08″N 113°15′55″E |
| Aeroporto di Guangzhou Est                     | 23°09′53″N 113°22′08″E |
| Base aerea della Regione militare di Guangzhou | 32°23′20″N 111°41′42″E |
| Base aerea di Shadi                            | 23°05′00″N 113°04′12″E |
| Aeroporto di Guilin-Liangjiang                 | 25°13′10″N 110°02′27″E |
| Base aerea di Guilin-Tannan                    | 25°11′38″N 110°19′14″E |
| Base aerea di Guiping Mengshu                  | 23°19′51″N 110°00′34″E |
| Haikou City (Hainan Island)                    | 20°01′08″N 110°20′49″E |
| Haikou Meilan International Airport            | 19°56′08″N 110°27′34″E |
| Aeroporto Internazionale di Hong Kong          | 22°18′32″N 113°55′10″E |
| Aeroporto di Huangtian                         | 22°38′31″N 113°48′51″E |
| Base aerea di Huiyang                          | 23°03′00″N 114°36′00″E |
| Base aerea di Jialaishi (Isola di Hainan)      | 19°41′50″N 109°43′35″E |
| Base aerea di Kaiyang Guiyang                  | 26°32′21″N 106°48′05″E |
| Base aerea di Leiyang                          | 26°35′14″N 112°53′30″E |
| Base aerea di Lingshui (Isola di Hainan)       | 18°29′40″N 109°59′16″E |
| Base aerea di Liujiang-Liuzhou                 | 24°12′32″N 109°23′29″E |
| Aeroporto Internazionale di Macao              | 22°08′58″N 113°35′29″E |
| Base aerea di Mei-Xian                         | 24°15′54″N 116°06′00″E |
| Base aerea di Nanning Wuxu                     | 22°36′28″N 108°10′22″E |
| Aeroporto di Sanya Phoenix                     | 18°18′12″N 109°24′41″E |
| Aeroporto di Shanpo                            | 30°05′17″N 114°18′52″E |
| Aeroporto di Shantou Nord Est                  | 23°25′38″N 116°45′33″E |
| Base aerea di Shaoguan                         | 24°58′43″N 113°25′15″E |
| Base aerea di Suixi                            | 21°23′45″N 110°12′00″E |
| Base aerea di Taihe                            | 26°51′25″N 114°44′14″E |
| Base aerea di Tian Yang                        | 23°43′14″N 106°57′36″E |
| Aeroporto di Yongxing Island                   | 16°50′00″N 112°20′40″E |
| Base aerea di Wuhan                            | 30°35′55″N 114°14′32″E |
| Base aerea di Xiangshui Hsu                    |                        |
| Base aerea di Xiaogan                          | 30°57′16″N 113°54′41″E |
| Aeroporto di Yuen Long                         | 22°26′11″N 114°04′49″E |
| Aeroporto di Zhanjiang                         | 21°13′01″N 110°21′28″E |
| Aeroporto di Zhuhai                            | 22°00′27″N 113°22′33″E |

## Regione militare di Jinan

La regione militare di Jinan

| Nome                              | Coordinate             |
| Base aerea di Baitabu             | 34°34′17″N 118°52′29″E |
| Base aerea di Cangxian            | 38°24′09″N 116°55′44″E |
| Base aerea di Dongying            | 37°30′31″N 118°47′16″E |
| Base aerea di Gaomi               |                        |
| Base aerea di Jiaozhou/Jiaocheng  | 36°19′50″N 120°01′27″E |
| Base aerea di Jinan               | 36°40′45″N 116°55′14″E |
| Base aerea di Jiugucheng          | 37°29′24″N 116°07′03″E |
| Base aerea di Kaifeng             | 34°45′14″N 114°20′21″E |
| Base aerea di Laiyang             | 36°57′49″N 120°35′27″E |
| Base aerea di Luyang              | 33°41′05″N 112°53′27″E |
| Base aerea di Liangxiangzhen      | 39°45′27″N 116°07′32″E |
| Base aerea di Qingdao Liuting Int | 36°15′57″N 120°22′33″E |
| Base aerea di Qingdao-Cangkou     | 36°09′33″N 120°23′31″E |
| Base navale Qingdao               | 36°02′49″N 120°17′04″E |
| Base aerea di Weifang             | 36°38′48″N 119°07′00″E |
| Base aerea di Wendeng             | 37°11′01″N 122°13′44″E |
| Base aerea di Xingcheng           | 40°34′49″N 120°41′52″E |
| Base aerea di Xuzhou Daguozhang   | 34°03′32″N 117°33′27″E |
| Base aerea di Xuzhou Jiulishan    | 34°13′50″N 117°14′44″E |
| Base aerea di Yancheng            | 37°11′09″N 122°13′47″E |
| Base aerea di Yantai Sud Ovest    | 37°23′59″N 121°22′08″E |
| Base aerea di Yidu                | 36°35′29″N 118°31′36″E |
| Base aerea di Zhengzhou           | 34°46′29″N 113°43′18″E |
| Base aerea di Zhucheng            | 36°01′39″N 119°26′21″E |

## Regione militare di Lanzhou

La regione militare di Lanzhou

| Nome                               | Coordinate             |
| Base aerea di Aksu Wensu           | 41°15′43″N 80°17′34″E  |
| Base aerea di Altay                | 47°45′09″N 88°05′01″E  |
| Base aerea di Baoji                | 34°31′54″N 107°28′18″E |
| Base aerea di Dingxi               | 40°24′07″N 99°47′28″E  |
| Base aerea di Dun Huang            | 40°09′40″N 94°48′25″E  |
| Base aerea di Gonghe               | 36°20′12″N 100°28′47″E |
| Base aerea di Hami                 | 42°50′26″N 93°40′06″E  |
| Base aerea di Hetian               | 37°02′22″N 79°51′48″E  |
| Base aerea di Jiayuguan            | 39°51′25″N 98°20′29″E  |
| Base aerea di Jiuquan Shuangchenzi | 40°24′15″N 99°47′05″E  |
| Base aerea di Kashi                | 39°32′29″N 76°01′09″E  |
| Base aerea di Korla                | 41°41′54″N 86°07′49″E  |
| Base aerea di Lanzhou              | 35°55′04″N 104°13′05″E |
| Base aerea di Lintong              | 34°22′34″N 109°07′16″E |
| Base aerea di Lintao               | 35°18′30″N 103°50′11″E |
| Base aerea di Qiemo                | 38°08′58″N 85°31′58″E  |
| Base aerea di Qingshui             | 39°33′17″N 98°53′03″E  |
| Base aerea di Shan                 | 42°54′41″N 90°14′56″E  |
| Base aerea di Shihezi Airfield     | 44°19′58″N 86°07′00″E  |
| Base aerea di Tianshui             | 34°33′34″N 105°51′36″E |
| Base aerea di Ürümqi-Diwopu        | 43°54′21″N 87°28′30″E  |
| Base aerea di Ürümqi Sud           | 43°27′57″N 87°31′56″E  |
| Base aerea di Uxxaktal             | 42°10′53″N 87°11′17″E  |
| Base aerea di Wugong               | 34°16′27″N 108°15′59″E |
| Base aerea di Wulumuqi             | 43°57′01″N 87°04′43″E  |
| Base aerea di Wuwei                | 37°59′18″N 102°34′00″E |
| Base aerea di Xian                 | 34°09′14″N 108°35′58″E |
| Base aerea di Xincheng             | 25°32′54″N 114°37′07″E |
| Poligono di Yaerbashi              | 43°04′38″N 92°48′29″E  |
| Poligono di Yandun                 |                        |
| Base aerea di Yanliang             | 34°38′38″N 109°14′35″E |
| Base aerea di Yinchuan/Xincheng    | 38°28′56″N 106°00′30″E |
| Aeroporto di Yining Alinbake       | 43°57′21″N 81°19′49″E  |
| Base aerea di Zhangye Sud Est      | 38°48′07″N 100°40′30″E |

## Regione militare di Nanjing

La regione militare di Nanjing

| Nome                              | Coordinate             |
| Aeroporto di Anqing               | 30°35′00″N 117°03′00″E |
| Base aerea di Changxing           | 30°58′07″N 119°43′50″E |
| Base aerea di Daishan             | 30°17′16″N 122°08′42″E |
| Base aerea di Feidong             | 31°54′34″N 117°39′31″E |
| Base aerea di Fouliang            | 29°20′22″N 117°10′36″E |
| Base aerea di Fuzhou              | 26°00′16″N 119°18′45″E |
| Aeroporto di Ganzhou              | 25°49′37″N 114°54′45″E |
| Base aerea di Guiyang             | 26°32′22″N 106°48′05″E |
| Base aerea di Huian               | 25°01′34″N 118°48′26″E |
| Aeroporto di Hangzhou-Jianqiao    | 30°20′07″N 120°14′27″E |
| Base aerea di Jiaxing             | 30°42′24″N 120°40′44″E |
| Base aerea di Jinjiang            | 24°47′51″N 118°35′18″E |
| Base aerea di Liancheng Lianfeng  | 25°40′29″N 116°44′49″E |
| 407 Brigata Lianxiwang            |                        |
| Base aerea di Lishe               | 29°49′35″N 121°27′45″E |
| Base aerea di Longtian-Lung-T'ien | 25°34′22″N 119°27′37″E |
| Base aerea di Longyou             | 29°06′47″N 119°10′38″E |
| Aeroporto di Taizhou-Luqiao       | 28°33′45″N 121°25′39″E |
| Base aerea di Mahuiling           | 29°28′38″N 115°48′06″E |
| Aeroporto di Nanchang             | 28°38′08″N 115°55′48″E |
| Base aerea di Nanchang Xiangtang  | 28°25′15″N 115°55′28″E |
| Base aerea di Nanchino            | 31°59′54″N 118°48′50″E |
| Base aerea di Ningbo Zhuangqiao   | 29°55′22″N 121°34′25″E |
| Base aerea di Qingyang            | 24°47′50″N 118°35′18″E |
| Aeroporto di Quzhou               | 28°58′02″N 118°53′56″E |
| Base aerea di Rugao               | 32°15′32″N 120°30′00″E |
| Base aerea di Shanghai-Dachang    | 31°19′25″N 121°24′38″E |
| Aeroporto di Shanghai-Hongqiao    | 31°11′56″N 121°20′14″E |
| Aeroporto di Shanghai-Longhua     | 31°10′01″N 121°27′13″E |
| Aeroporto di Shanghai-Pudong      | 31°08′36″N 121°48′27″E |
| Aeroporto di Shanghai-Jiangwan    | 31°20′N 121°30′E       |
| Base aerea di Shanghai-Chongming  | 31°39′42″N 121°31′06″E |
| Aeroporto di Suzhou Ovest         | 31°15′47″N 120°24′02″E |
| Base aerea di Taihe               | 26°51′26″N 114°44′13″E |
| Aeroporto di Tunxi                | 29°43′58″N 118°15′25″E |
| Base aerea di Wuyishan            | 27°42′01″N 118°00′00″E |
| Base aerea di Wuhu                | 31°23′29″N 118°24′29″E |
| Aeroporto di Wuxi-Shuofang        | 31°29′40″N 120°25′40″E |
| Aeroporto di Xiamen-Gaoqi         | 24°32′33″N 118°07′43″E |
| Aeroporto di Yiwu                 | 29°20′41″N 120°01′56″E |
| Base aerea di Zhangshu            | 28°01′18″N 115°33′02″E |
| Aeroporto di Zhangzhou            | 24°33′45″N 117°39′14″E |

## Regione militare di Shenyang

La regione militare di Shenyang

| Nome                                      | Coordinate             |
| Base aerea di Anshan                      | 41°06′17″N 122°51′21″E |
| Base aerea di Changchun                   | 43°54′19″N 125°11′52″E |
| Base aerea di Chaoyang                    | 41°32′18″N 120°26′04″E |
| Base aerea di Chifeng                     | 42°09′32″N 118°50′33″E |
| Base aerea di Dalian                      | 38°57′52″N 121°32′19″E |
| Base aerea di Dandong                     | 40°01′29″N 124°17′08″E |
| Base aerea di Dingxin-Shuangchengzi       | 40°24′05″N 99°47′22″E  |
| Base aerea di Fuxin                       | 42°04′44″N 121°39′43″E |
| Base aerea di Gongzhuling                 | 43°31′27″N 124°47′11″E |
| Base aerea di Harbin                      | 45°35′51″N 126°39′31″E |
| Base aerea di Jinxi                       | 40°44′57″N 120°52′43″E |
| Aeroporto di Jinzhou Nord                 | 41°11′13″N 121°10′23″E |
| Aeroporto di Jinzhou Xiaolingzi           | 41°06′07″N 121°03′50″E |
| Base aerea di Kaiyuan                     | 42°31′33″N 123°58′57″E |
| Base aerea di Lalin                       | 45°15′34″N 126°53′42″E |
| Base aerea di Mudanjiang-Donjing          | 44°06′33″N 129°13′40″E |
| Base aerea di Mudanjiang-Hailang          | 44°31′35″N 129°34′06″E |
| Base aerea di Pingquan                    | 40°54′03″N 118°40′52″E |
| Base aerea di Qiqihar                     | 47°14′24″N 123°55′05″E |
| Base aerea di Shanhaiguan                 | 39°58′09″N 119°43′50″E |
| Base aerea di Shenyang Beiling            | 41°52′15″N 123°26′19″E |
| Aeroporto di Shenyang Dongta              | 41°47′05″N 123°29′43″E |
| Base aerea di Shenyang Yu Hung Tun        | 41°49′21″N 123°17′55″E |
| Base aerea di Shuangcheng (Locality)      | 45°24′28″N 126°19′08″E |
| Base aerea di Siping                      | 43°09′25″N 124°17′30″E |
| Base aerea di Suizhong                    | 40°17′56″N 120°21′33″E |
| Base aerea di Tuchengzi                   | 38°54′44″N 121°14′20″E |
| Base aerea di Xingcheng                   | 25°32′55″N 114°37′05″E |
| Base aerea di Yingchenzi/Xinzhaizi-Dalian | 39°00′38″N 121°23′24″E |